# Wuhan Huanghelou
Wuhan Huanghelou foi um clube chinês de futebol, situado na cidade de Wuhan, província de Hubei, China. 